# روبرت إس. هارتمان
روبرت إس. هارتمان (بالإنجليزية: Robert S. Hartman)‏ هو فيلسوف أمريكي، ولد في 27 يناير 1910 في برلين في ألمانيا، وتوفي في 20 سبتمبر 1973 في مدينة مكسيكو في المكسيك.